# Trophée des champions 2002
Navigation
Strasbourg 2001 Lyon 2003
L'édition 2002 du Trophée des champions est la 26e édition du Trophée des champions. Le match oppose l'Olympique lyonnais, champion de France 2001-2002 au Football Club Lorient-Bretagne Sud, vainqueur de la Coupe de France 2001-2002.

## Présentation
Le match arbitré par Bruno Coué se déroule le 27 juillet 2002 au Stade Pierre-de-Coubertin dans le quartier de La Bocca à Cannes, et est diffusé en France sur M6. Les Lyonnais remportent la partie sur le score de 5-1, grâce à un triplé de Sidney Govou, et des buts de Vikash Dhorasoo et Peguy Luyindula, le seul but lorientais étant l'œuvre de Patrice Loko. L'Olympique lyonnais remporte ainsi son premier Trophée des champions.

## Feuille de match
Les règles du match sont les suivantes : la durée de la rencontre est de 90 minutes. S'il y a toujours match nul, une séance de tirs au but est réalisée. Trois remplacements sont autorisés pour chaque équipe.
| Titulaires : |  |
| |  |
| 1 Grégory Coupet · 19 Jean-Marc Chanelet · 20 Patrick Müller · 5 Claudio Caçapa · 13 Jérémie Bréchet · 24 Vikash Dhorasoo · 6 Philippe Violeau · 8 Juninho Pernambucano 63e · 10 Éric Carrière · 14 Sidney Govou 75e · 9 Sonny Anderson 75e · |  |
| Remplaçants : |  |
| 30 Nicolas Puydebois · 4 Florent Laville · 7 Mahamadou Diarra 63e · 11 Tony Vairelles 75e · 18 Peguy Luyindula 75e · |  |
| Entraîneur : |  |
| Paul Le Guen |  |

| Titulaires : |  |
| |  |
| 1 Stéphane Le Garrec · 15 Richard Martini · 27 Pape Malick Diop 46e · '5 Christophe Ferron · 20 Yohan Bouzin 54e 59e · 2 Loïc Druon · 6 Sylvain Ripoll · 8 Samassi Abou · 10 Pascal Bedrossian · 22 Éli Kroupi 34e · 11 Patrice Loko · |  |
| Remplaçants : |  |
| 30 Fabien Garnier · 3 Marc Boutruche 59e · 4 Antony Gauvin 46e · 7 Nicolas Esceth-N'Zi · 14 Tchiressoua Guel 63e · |  |
| Entraîneur : |  |
| Yvon Pouliquen |  |

| Titulaires : |  |
| |  |
| 1 Grégory Coupet · 19 Jean-Marc Chanelet · 20 Patrick Müller · 5 Claudio Caçapa · 13 Jérémie Bréchet · 24 Vikash Dhorasoo · 6 Philippe Violeau · 8 Juninho Pernambucano 63e · 10 Éric Carrière · 14 Sidney Govou 75e · 9 Sonny Anderson 75e · |  |
| Remplaçants : |  |
| 30 Nicolas Puydebois · 4 Florent Laville · 7 Mahamadou Diarra 63e · 11 Tony Vairelles 75e · 18 Peguy Luyindula 75e · |  |
| Entraîneur : |  |
| Paul Le Guen |  |

| Titulaires : |  |
| |  |
| 1 Stéphane Le Garrec · 15 Richard Martini · 27 Pape Malick Diop 46e · '5 Christophe Ferron · 20 Yohan Bouzin 54e 59e · 2 Loïc Druon · 6 Sylvain Ripoll · 8 Samassi Abou · 10 Pascal Bedrossian · 22 Éli Kroupi 34e · 11 Patrice Loko · |  |
| Remplaçants : |  |
| 30 Fabien Garnier · 3 Marc Boutruche 59e · 4 Antony Gauvin 46e · 7 Nicolas Esceth-N'Zi · 14 Tchiressoua Guel 63e · |  |
| Entraîneur : |  |
| Yvon Pouliquen |  |